# Moschea Jama
La Moschea Jama è una moschea congregazionale del XVI secolo nel sito del patrimonio mondiale dell'UNESCO di Fatehpur Sikri, Uttar Pradesh, in India. Costruita dall'imperatore Moghul Akbar, è una delle più grandi moschee dell'India e il luogo di pellegrinaggio più ambito dai devoti. È anche una delle mete turistiche più visitate nel distretto di Agra. Alcuni dei disegni della moschea riflettono l'architettura iraniana.

## Storia
Akbar commissionò la Moschea Jama come parte della sua nuova capitale Fatehpur Sikri. La struttura fu uno dei primi siti costruiti nella città e fu completata tra il 1571 e il 1574, secondo le sue stesse iscrizioni. La moschea era in onore dello Shaikh sufi Salim Chishti, consigliere spirituale di Akbar. Doveva anche servire come khanqah (scuola monastica) per i discendenti dello Shaikh. A suo tempo fu decantata da vari autori e viaggiatori per la sua bellezza e grandezza.
La moschea ha avuto un ruolo nei progetti religiosi di Akbar. Nel 1579 vi pronunciò la khutbah per una preghiera congregazionale alla quale parteciparono gli abitanti di Fatehpur Sikri. Mentre alcuni dei suoi antenati avevano già fatto questo, la lettura della khutbah era tipicamente riservata ai leader religiosi (come un imam) e quindi era percepita dagli ulema come radicale. Anche Akbar si unì alla popolazione nella loro preghiera e fu persino visto spazzare i pavimenti della moschea. Kavuri-Bauer sostiene che tutte queste azioni erano mosse consapevoli da parte di Akbar, che usava la moschea per ritrarre se stesso come un sovrano divino piuttosto che come un normale sovrano.
La Moschea Jama a Fatehpur Sikri rimase un "simbolo dell'eredità e dell'orgoglio Moghul" dopo il governo di Akbar. La moschea era molto ammirata dal figlio e successore di Akbar, Jahangir, che la definì una delle più grandi realizzazioni architettoniche di suo padre. Jahangir discusse a lungo del complesso della moschea con suo figlio Khurram durante un soggiorno a Fatehpur Sikri nel 1619. Khurram divenne poi l'imperatore Moghul Shah Jahan e citò questa moschea come modello per la sua Moschea Jama a Delhi .

## Architettura

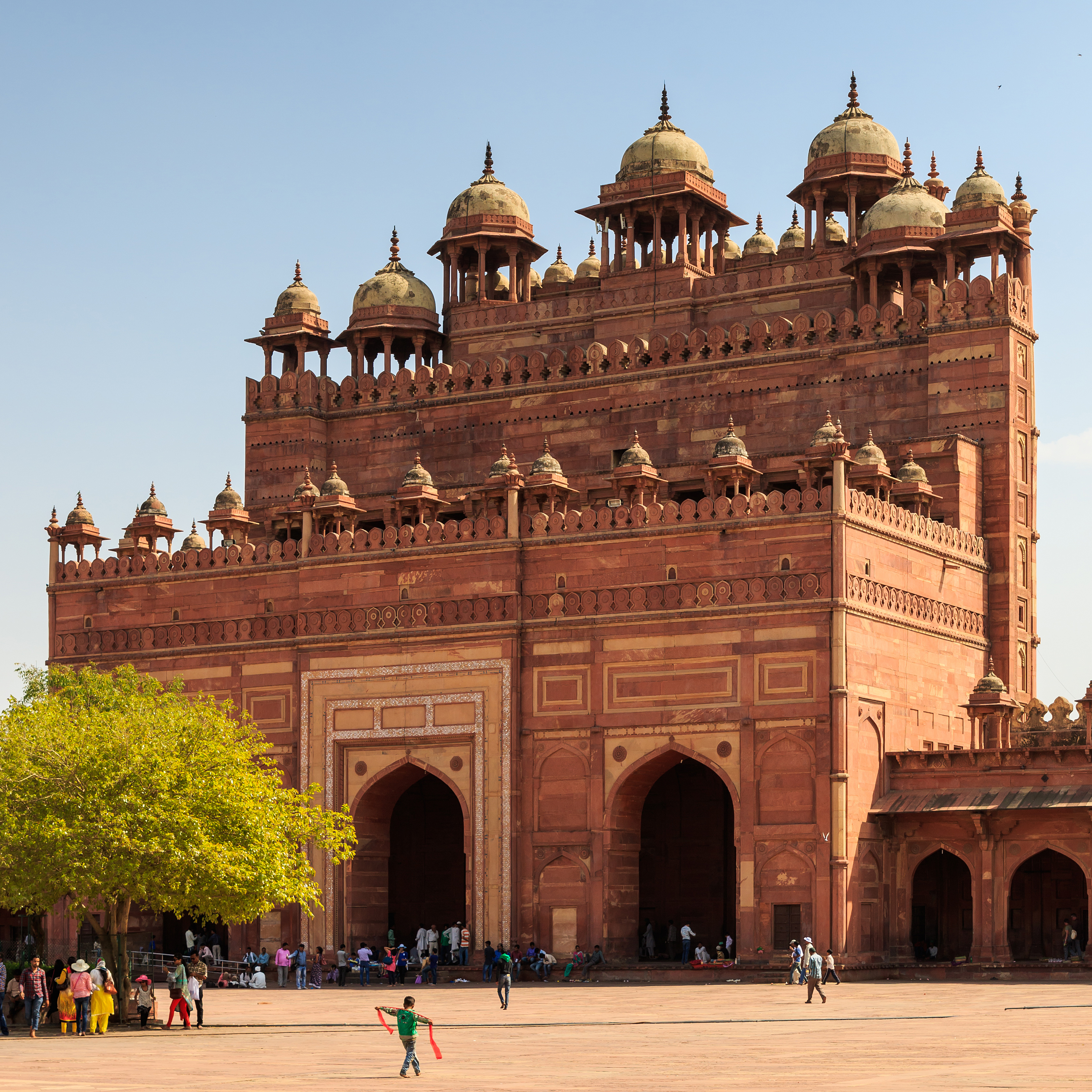
La porta Buland della moschea Jama

La Moschea Jama è situata sul punto più alto della cresta rocciosa su cui si trova il sito di Fatehpur Sikri. È posta su un plinto rialzato, costruito in modo da fornire una superficie piana. Il complesso della moschea è circondato da mura di cinta; appena fuori dalla parete meridionale si trova un grande baoli (pozzo a gradoni ottagonale). Simile al resto di Fatehpur Sikri, la moschea è fatta di arenaria rossa estratta localmente. Impiega anche arenaria gialla, marmo e ardesia per la decorazione e presenta la calligrafia persiana e araba.
Al momento della sua costruzione, la moschea era la più grande dell'India Moghul. Rappresenta una fusione di architettura islamica, indù e giainista, con una marcata influenza gujarati. Asher afferma che la moschea trae elementi dalla moschea Jama di Mandu e dalla Moschea Jama di Chanderi, entrambe strutture pre-Moghul. Alfieri vede anche un'ispirazione dalla moschea Jama pre-Moghul, ma cita invece quelle di Atala e Champaner.

### Porte
Al complesso della moschea si accede tramite tre porte. La porta orientale, conosciuta come Badshahi Darwaza (Porta Imperiale), era usata da Akbar per accedere alla moschea. È decorata con mosaici tagliati. Le porte settentrionale e meridionale potrebbero essersi storicamente somigliate, tuttavia, nel 1573 la porta meridionale fu ricostruita da Akbar come Buland Darwaza (Porta Alta) per celebrare il successo della sua campagna militare in Gujarat. È la porta più importante e un monumento a sé, con corridoi e stanze sui suoi numerosi piani. Asher dice che è più probabile che la porta sia stata costruita per enfatizzare la relazione di Akbar con l'Ordine Chishti.

### Cortile
Il sahn (cortile) è di dimensioni 165 m per 130 m. Al suo centro c'è una vasca per le abluzioni. I lati nord, sud e est del cortile sono fiancheggiati da dalans (arcate). Queste sono ombreggiate da una chhajja (grondaia) continua e sporgente, sostenuta da mensole. Chhatris supera i parapetti di questi portici. La baia interna dei portici è divisa in hujra (celle), probabilmente utilizzate come dormitori per i devoti.
Verso il lato nord del cortile si trovano la tomba di Salim Chishti e la tomba di Islam Khan. La prima è in contrasto con l'arenaria rossa del complesso della moschea Jama per l'uso massiccio del marmo makrana. Sotto il cortile si trovano serbatoi d'acqua sotterranei.

### Sala della Preghiera
La sala della preghiera rettangolare (dimensioni 89 m per 20 m) si trova all'estremità occidentale del cortile, di fronte a La Mecca secondo la tradizione islamica. La sua facciata è dominata da un grande pishtaq, che contiene tre ingressi ad arco. Dal tetto si elevano tre cupole, corrispondenti alle tre campate in cui è suddivisa la sala. La campata centrale è quadrata e riccamente decorata, con intarsi geometrici in marmo e dipinti floreali policromi. La sua parete occidentale presenta mihrab (nicchie di preghiera) ornati, delimitati da mosaici e piastrelle smaltate. Le due campate laterali sono sale colonnate, ciascuna contenente una camera quadrata. Queste sale contengono i loro mihrab decorati e sono sostenute da pilastri in stile indù. Alle estremità della sala di preghiera ci sono le zenana (gallerie delle donne).